# Wieża ciśnień w Miastku
Wieża ciśnień w Miastku – wieża zapewniająca stabilne ciśnienie w miejskim wodociągu Miastka, wybudowana w 1928, pełniła swą funkcję do 2006. Obecnie jest własnością prywatną. Wieża znajduje się na zboczu wzgórza morenowego na osiedlu "Zatorze" w Miastku.

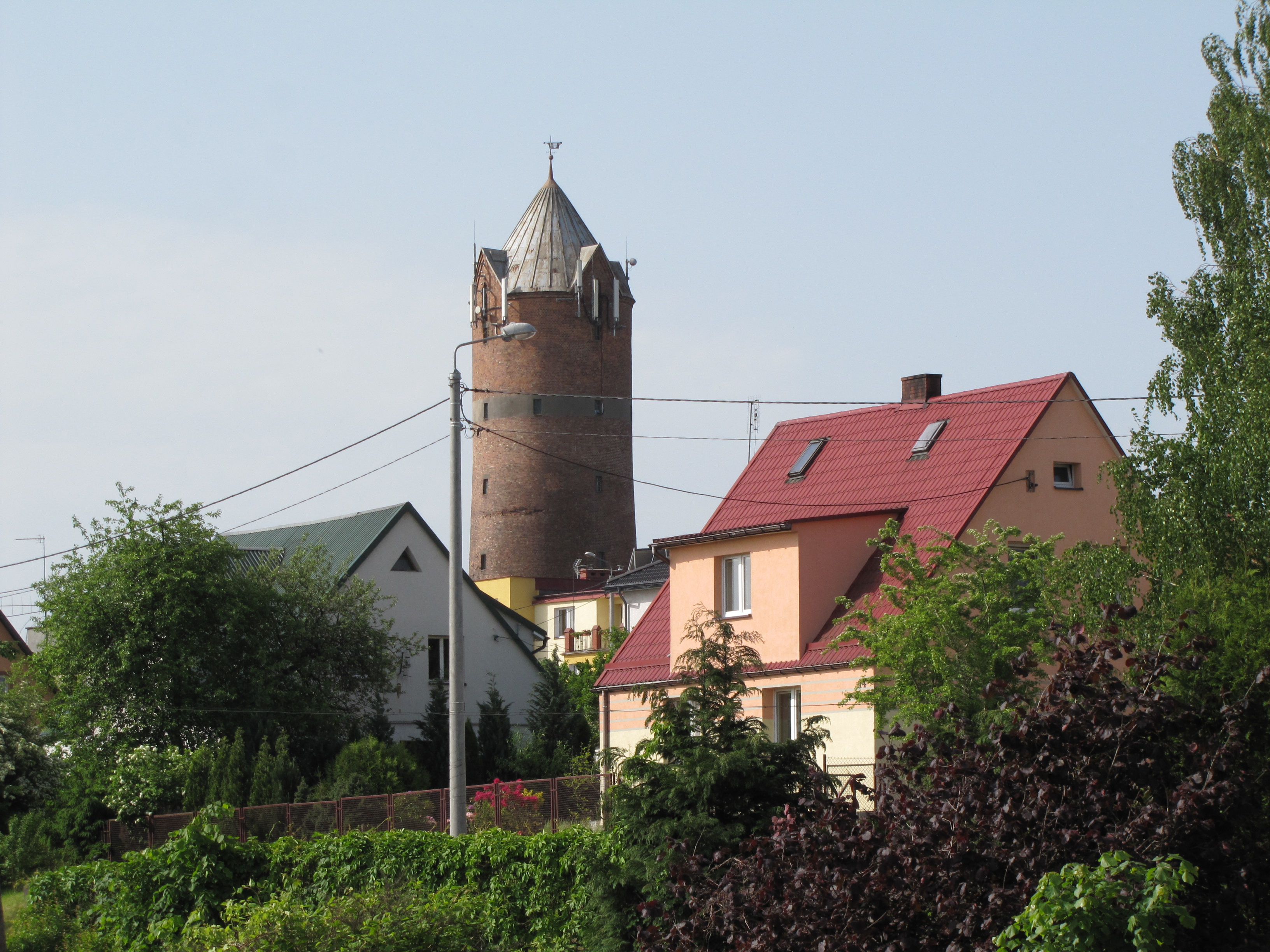
Wieża ciśnień w Miastku

## Historia
Wieża ciśnień została zbudowana w 1928 roku razem z innymi elementami centralnego wodociągu miejskiego - ujęciem wody, stacją pomp i uzdatniania wody oraz całą siecią wodociągową. Wodę czerpano z trzech studni głębinowych oraz z rzeki Studnicy i podawano bezpośrednio do miejskiej sieci wodociągowej z wykorzystaniem pomp tłokowych. Niezużytą częścią wody napełniano zbiornik wieżowy, który odgrywał rolę rezerwowego i wyrównującego ciśnienie. W wyniku ostrzału artyleryjskiego w 1945 r. został zniszczony dach wieży oraz ściana osłonowa głowicy (w płaszczu zbiornika naliczono ponad 500 przestrzelin). W ramach modernizacji sieci wodociągów w latach 1978–1984 wykonano gruntowny remont wieży ciśnień. W 2006 roku została sprzedana prywatnemu właścicielowi. Obecnie planuje się przebudowę wieży i przystosowanie jej do potrzeb publicznych. Jeden z takich projektów renowacyjnych był tematem pracy dyplomowej studentki architektury Politechniki Koszalińskiej.

## Budowa
Wieża utrzymana jest w stylu charakterystycznym dla historyzmu niemieckiego i swym wyglądem nawiązuje do średniowiecznych budowli obronnych. Wieża stoi na szerokiej ławie kamiennej wysokości około 0,5 m i murowanym fundamencie z cegły pełnej ceramicznej. Do wysokości ok. 1 m elewacja trzonu jest licowana kamieniem granitowym. Plan wieży oparty jest na rzucie koła. W bryle wyróżniają się dwa podstawowe moduły: trzon (18,22 m) oraz głowica (ok. 12 m). Głowicę wieńczy dach w kształcie foremnego ostrosłupa o podstawie 14-boku. Koronę wieży wieńczą 4 lukarny umieszczone w stylizowanych sterczynach.

## Ciekawostka
Bliźniacza wieża ciśnień, wzniesiona w 1929 r., znajduje się w Strzelcach Krajeńskich.